# ソ連運輸省VL85形電気機関車
VL85形（ロシア語: ВЛ85）は、ソ連運輸通信省（МПС СССР, Министерство путей сообщения СССР）およびロシア鉄道（ОАО «Российские железные дороги»）が1983年から導入した交流電化区間用電気機関車。長編成・重量級の貨物列車牽引用に製造された。

## 概要
1980年代まで、ソ連の交流電化区間に導入されていた電気機関車は軸配置Bo-Bo-Boの両運転台式、もしくは軸配置（Bo-Bo）+（Bo-Bo）の2車体連結式の構造をとっており、長編成・重量級の貨物列車をけん引する際には重連運転が用いられていた。1983年以降は総括制御を可能としたVL80S形の製造がはじまり、必要な人員の削減に成功したが、一方で多量の電気機関車を必要とする事で保守を行う部品が多くなりコストが嵩む、電気機関車の前面に貫通扉が設置されておらず乗務員の移動やメンテナンス時に支障があるなどの課題が残っていた。そこで、これらの問題を解決するべく全ロシア電気機関車技術研究所（VELNII）は2車体連結式・全12軸駆動の強力な交流電気機関車を開発した。そしてこの開発に協力したノヴォチェルカッスク電気機関車工場により製造されたのがVL85形である。
2車体を合計した全長は45,000 mmと、VL80S形の3車体連結編成（49.260 mm）よりも短縮されている。台車は各車体にボギー台車が3箇所に設置されており、曲線走行時に中央部の台車が横方向に移動する事で安定した速度を維持する事が出来る構造になっている。車内に搭載された主要機器はサイリスタ位相制御方式を採用したVL80R形を基にしており、試作車は主電動機の開発の遅れからVL80R形と同じNB-418形を用いた一方、量産車はより6％出力が増加したNB-514形を12基搭載する。また、回生制動時の速度や電動機への電流を自動的に維持・管理する自動制御装置（BAU-2）がソ連の電気機関車として初めて採用されている。

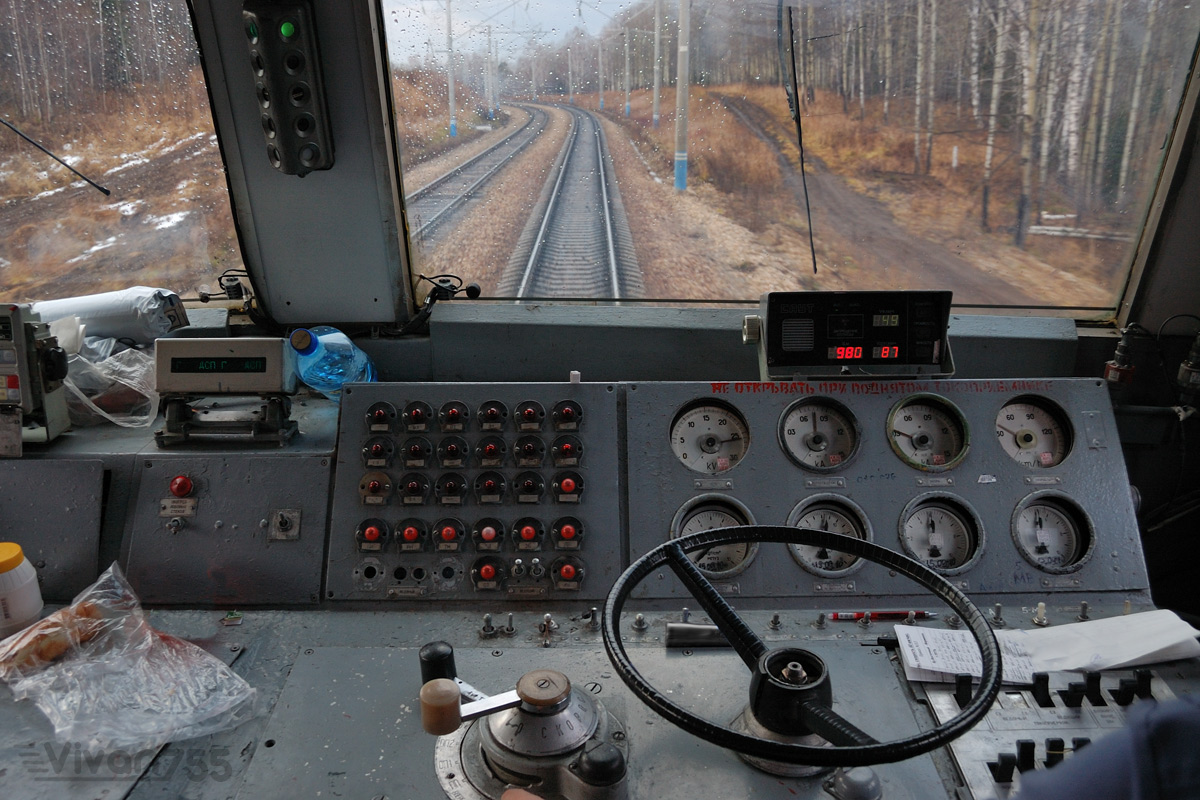
運転台（VL85-076）
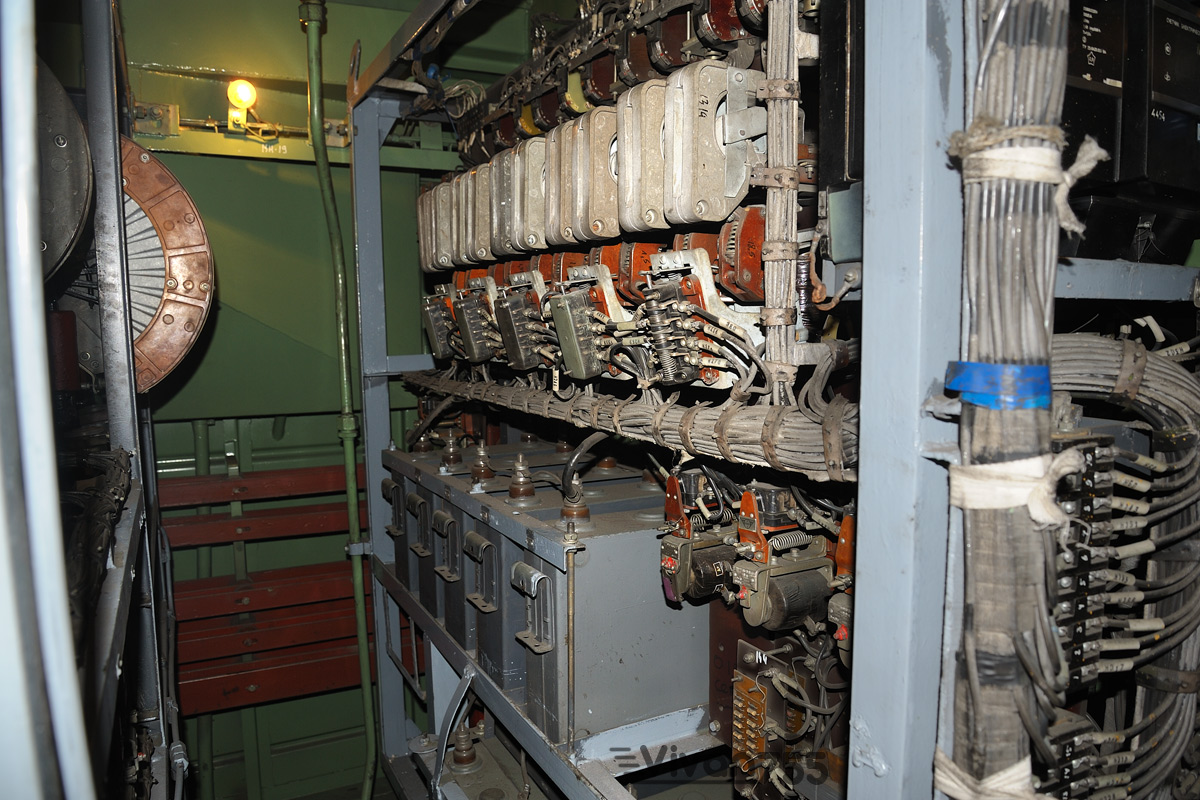
機器室

## 運用
1983年に2両（001、002）の試作車が製造され試験運転が行われた後、1986年からソビエト連邦の崩壊を挟み1994年まで製造が行われた。全車とも東シベリア鉄道支社に配置され、重量級の貨物列車牽引に使用されている。一部車両に火災などの事故により廃車が発生しており、残った片側の車体が別の車番の車体と連結した車両も存在する。

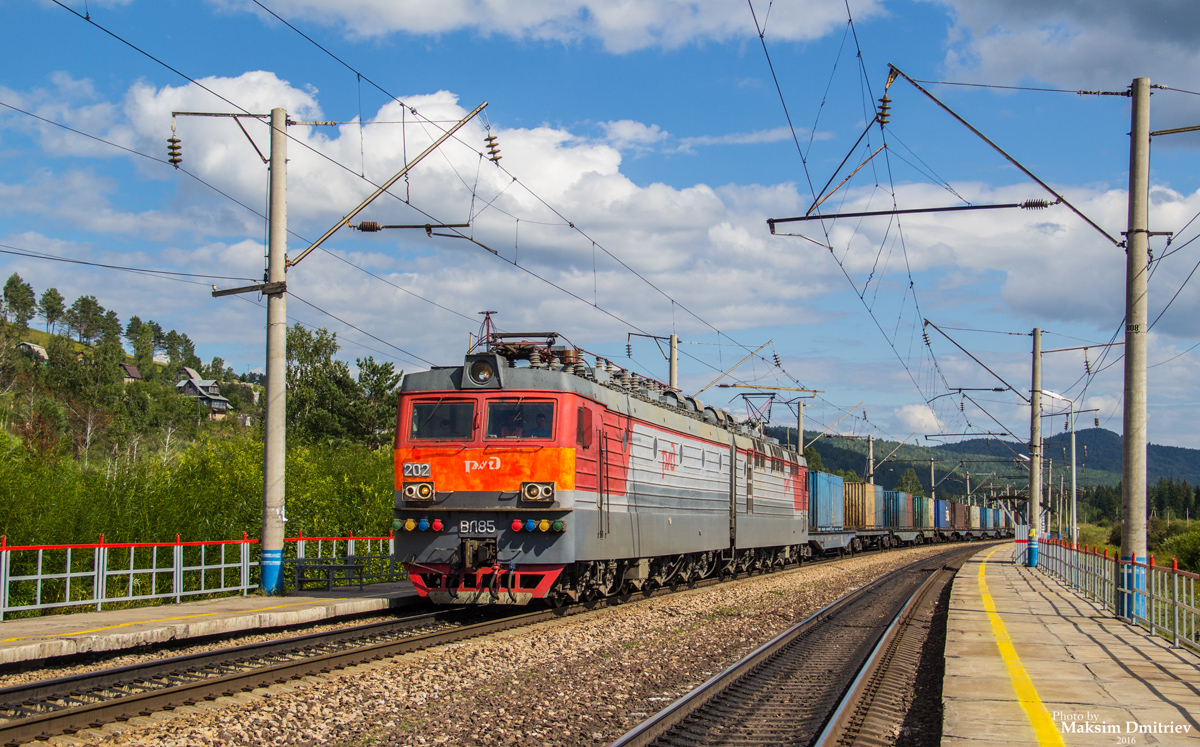
VL85-202
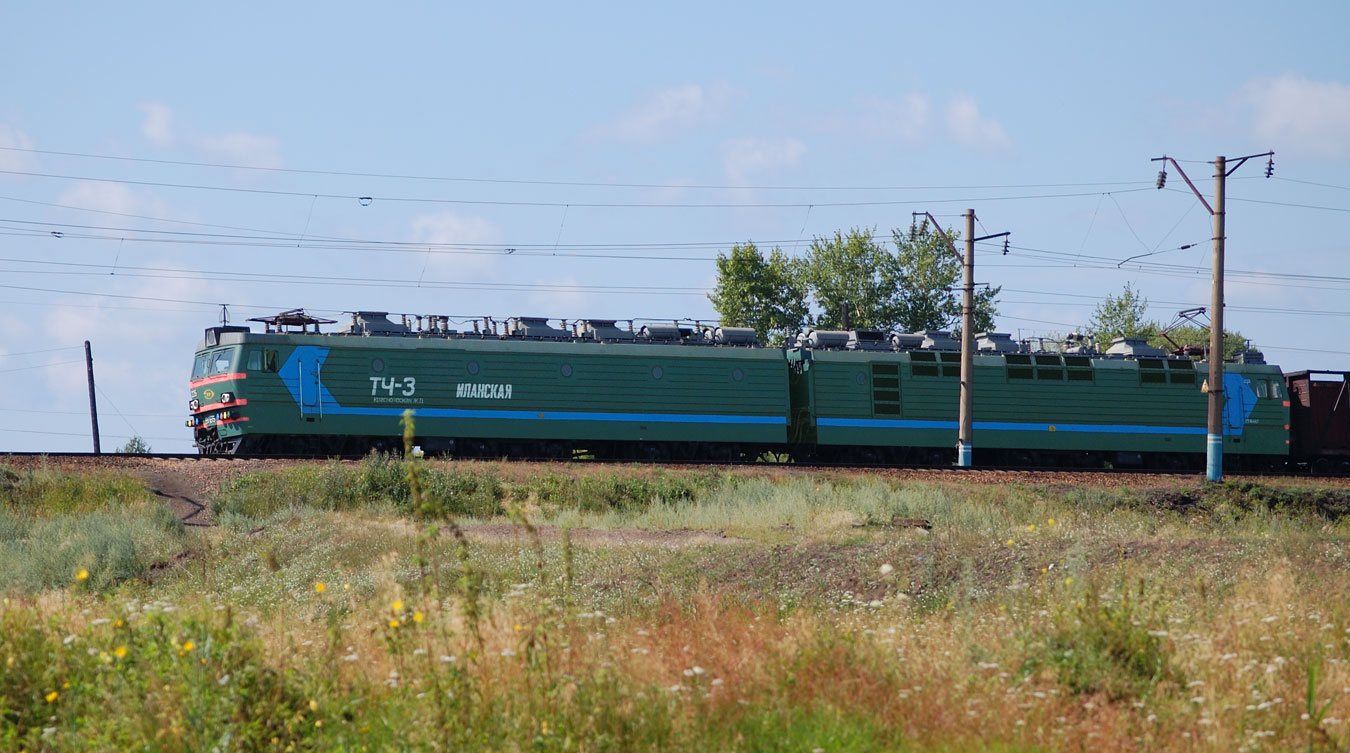
VL85-225
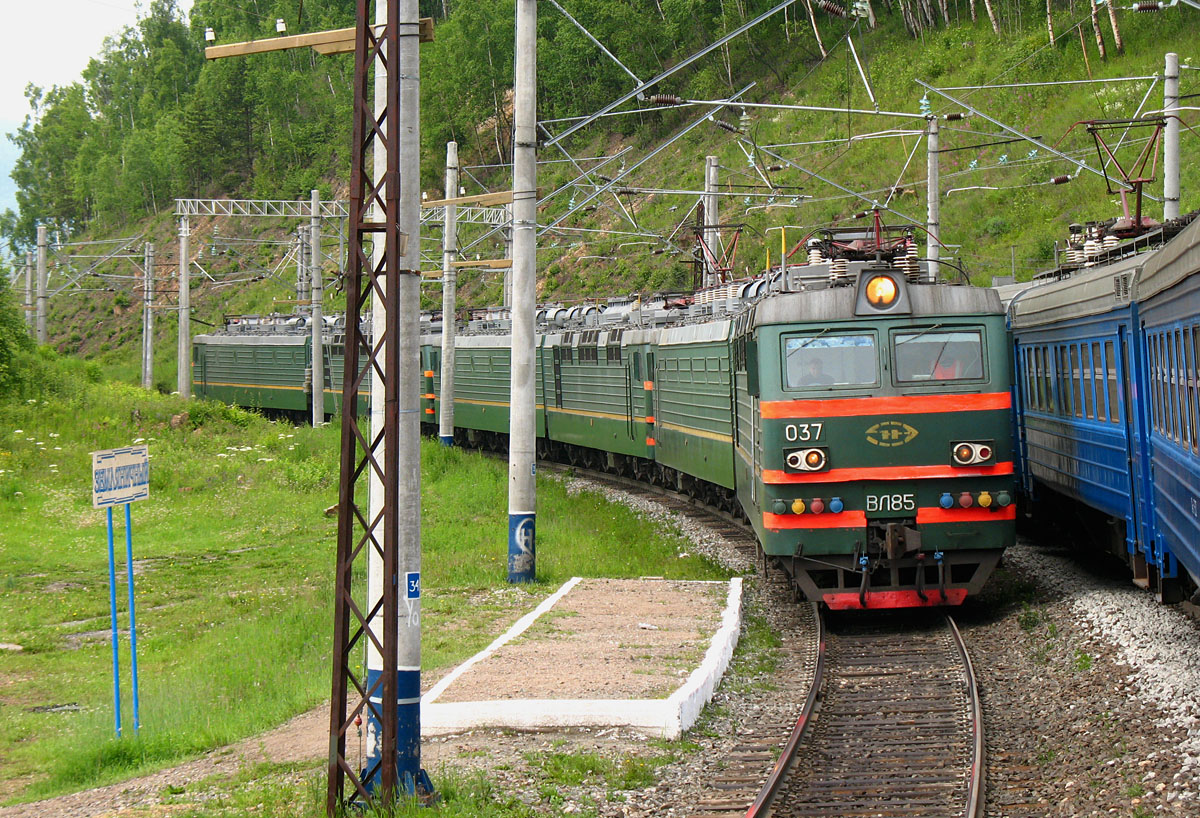
回送中のVL85形

## 参考資料
- Абрамов Е.Р (2015). Электроподвижной состав отечественных железных дорог. Москва́